# Acordulecera grisselli
Acordulecera grisselli – gatunek błonkówki z rodziny Pergidae.

## Taksonomia
Gatunek ten został opisany w 2010 roku przez Davida Smitha. Jako miejsce typowe podano obszar położony 1 km na płd. od centrum miejscowości Sonoita w Hrabstwie Santa Cruz w płd. Arizonie. 

## Zasięg występowania
Ameryka Północna, notowany w Arizonie w USA.